# Яніс Балодіс (генерал)
Яніс Балодіс (латис. Jānis Balodis; 20 лютого 1881 — 8 серпня 1965, Саулкрасти) — латвійський політик та військовий діяч. Головнокомандувач армією Латвії (1919—1921), Міністр оборони Латвії (1931 до 1940). Почесний голова організації латвійських націоналістів Айзсарги.
Кавалер найвищих державних орденів Російської імперії, Латвії, Естонії, Фінляндії, Литви, Франції, Великої Британії, Італії, Польщі.
Жертва сталінського терору.

## Біографія
Народився в родині латвійського історика та педагога Волдемараса Балодіса.
Вступив на військову службу 1898 до Армії Російської імперії. 1902 закінчив Віленське піхотне юнкерське училище у Вільнюсі. Брав участь у російсько-японській та Першій Світової війні як молодший офіцер. Останні звання і посада в імператорській армії — капітан, командир роти в 106-му піхотному Уфимському полку.
Будучи пораненим, під час погрому 20-го армійського корпусу 20 лютого 1915, потрапив у німецький полон, де перебував до листопада 1918 року.

### На службі Латвії
У Латвійській армії з грудня 1918, офіцер резерву в чині капітана.
1919, після загибелі Оскара Калпакса, призначений командиром Курземської бригади (батальйону), командував цим з'єднанням під час битви біля Вента і біля Салдуса. Продовжив діяльність Оскара Калпакса з формування Збройних сил незалежної Латвії. Зі збільшенням числа військовослужбовців, Балодіс призначений командувачем південної групи військ Латвії.
Після реорганізації армії Латвії 1919, призначений Головнокомандувачем армії Латвії. Керував діями латвійської армії проти Західної добровольчої армії П. Бермондта-Авалова і проти військ німецького генерала Рюдігера фон дер Гольця.
Підполковник — 28 лютого 1919, полковник — 14 березня 1919, генерал — січень 1920. З 1 липня 1921 у відставці за власним бажанням.
1923 став почесним головою організації латвійських націоналістів Айзсарги. Тоді ж зайнявся політичною діяльністю і 1925 Балодіс обраний депутатом 2-го Сейму Латвії (пізніше також був також депутатом 3-го і 4-го).
Був головою військової комісії, членом Думи військового ордена Лачплесіса (з 1925 року), працював у багатьох громадських та господарських організаціях.
Починаючи з грудня 1931 до 1940 — військовий міністр Латвії. Підтримував діяльність Президента Карліс Ульманиса, будучи його колегою по партійній діяльності та спільником у проведенні державного перевороту 15 травня 1934. В якийсь момент став де-факто другою людиною в державі — у передвоєнні роки, відповідно до закону від 12 березня 1936, у певних випадках міг бути в. о. Президента), але після конфлікту з Президентом Латвії, 5 квітня 1940 звільнений з посади.

## Після сталінської окупації Латвії
Відразу після введення сталінських військ до Латвії, 31 липня 1940, був викрадений групою НКВД СССР і депортований до Сизрані на Московщину. У грудні 1941 отримав статус «інтернованого у воєнний час». Незаконно засуджений країною-окупантом до 25 років концтаборів, 1946 переведений у в'язницю Іваново, а з 1952 утримувався в спеціальній в'язниці у Владимирі.
Дружина Балодіса — Ельвіра Балодіс (уроджена Блума) — каралася у тій же тюрмі за принципом заручниці. Обидва були відомі тільки за номерами, як то було прийнято в системі ГУЛАГ СССР. У Балодіса був номер 9, у Ельвіри — номер 10 Владимирської тюрми. Після смерті Сталіна вони були звільнені з в'язниці і 1956 їм дозволено повернутися в Латвію під нагляд місцевого управління МГБ СССР.
Останні роки життя Яніс Балодіс провів разом з сім'єю за адресою: Латвія, Саулкрасти, вулиця Краста, 10.
Похований у Ризі на 1-му Лісовому кладовищі.

## Нагороди
- Орден Святого Володимира 4-го ступеня з мечами (1915)
- Орден Святої Анни 2-го ступеня з мечами
- Орден Святого Станіслава 2-го ступеня з мечами (1914)
- Видання Latvijas armijas augstākie virsnieki (1918—1940) … вказує ще одну нагороду — Георгіївський хрест 4-го ступеня, але подібну нагороду з ряду причин в РІА він отримати не міг, а від балтійського ландесвера — вельми сумнівно)
- латвійський Військовий орден Лачплесіса 1-й (LKOK nr.1 / 7, 1927), 2-й (LKOK nr.2 / 44, 1927) і 3-го ступеня (LKOK nr.3 / 8, 23.01.1920, а нагороджений — 11.11.1920) [5]
- Орден Трьох зірок 1-го ступеня (1929)
- Орден Вієстура 1-го ступеня з мечами (1938)
- Хрест Заслуг айзсаргів
- бронзова медаль Латвійського суспільства айзсаргов (Latvijas Aizsardzības biedrības bronzas medaļa), знак визнання «Свастика» латвійських скаутів (Latvijas skautu pateicības zīme «Svastika»), знак заслуг товариства «Латиських яструбів» (biedrības «Latvijas vanagi» Nopelnu zīme)
- французький Орден Почесного легіону і золотий меч командора ордена Почесного Легіону
- британський Орден Святого Михайла і Святого Георгія
- орден Білої троянди Фінляндії 1-го ступеня
- естонський Хрест Свободи I класу 1-го ступеня (19.08.1921)
- естонський орден Орлиного хреста I класу (04.08.1932)
- польський Срібний хрест ордена військової доблесті 5 класу
- литовський орден Вітаутаса Великого
- італійський Орден Святих Маврикія і Лазаря 1-го ступеня

## Мемуари
- Я. Балодіс  Зошити пам'яті генерала Яніса Балодіса